# HSL과 HSV

HSL(hue, saturation, lightness, 즉 색상, 채도, 밝기) 및 HSV(hue, saturation, value, 즉 색상, 채도, 값)은 1970년대 컴퓨터 그래픽 연구자가 설계한 RGB 색상 모델의 대체 표현이다. 이 모델에서는 각 색조의 색상이 하단의 검정색부터 상단의 흰색까지 이어지는 중성 색상의 중심 축을 중심으로 방사형 슬라이스로 배열된다. HSV는 HSB(hue, saturation, brightness, 즉 색상, 채도, 밝기)라고도 한다.
HSL 표현은 다양한 페인트가 혼합되어 현실 세계에서 색상을 생성하는 방식을 모델링한다. 밝기 차원은 혼합물에서 다양한 양의 검정색 또는 흰색 페인트와 유사하다(예: "밝은 빨간색"을 생성하려면 빨간색 안료를 혼합할 수 있음). 이 흰색 페인트는 HSL 표현의 높은 "밝기" 값에 해당한다. 완전히 채도가 높은 색상은 밝기 값이 1/2인 원 주위에 배치되며, 밝기 값 0 또는 1은 각각 완전히 검은색 또는 흰색에 해당한다.
한편, HSV 표현은 빛 아래에서 색상이 어떻게 나타나는지 모델링한다. HSL과 HSV의 차이점은 HSL에서 최대 밝기를 갖는 색상은 순수한 흰색이지만 HSV에서 최대 값/밝기를 갖는 색상은 유색 물체에 흰색 빛을 비추는 것과 유사하다는 것이다(예: 빨간색에 밝은 흰색 빛을 비추는 것) 물체는 물체가 여전히 빨간색으로 더 밝고 강렬하게 나타나는 반면, 빨간색 물체에 희미한 빛을 비추면 물체가 더 어둡고 덜 밝게 보인다.
HSV와 HSL의 문제는 이러한 접근 방식이 인간의 색상 인식에 따라 색상을 세 가지 값 구성 요소로 효과적으로 분리하지 못한다는 것이다. 이는 채도 설정이 변경될 때 볼 수 있다. "V" 또는 "L" 설정이 고정되어 있음에도 불구하고 지각 밝기의 차이를 쉽게 알 수 있다.